# Leo Pantaleo
Leo Pantaleo (Alberobello, 27 dicembre 1939 – Taranto, 13 aprile 2017) è stato un regista e attore italiano.

## Biografia
Ha iniziato la sua carriera artistica recitando con i "Ragni" a Taranto. Frequenta il corso di recitazione a Milano interpretando al saggio finale i sonetti di Shakespeare. 
Nel 1969, con il Teatro Stabile dell'Aquila, recita nel Coriolano di William Shakespeare, diretto da Antonio Calenda ed interpretato da Luigi Proietti e Mario Scaccia.
Notato da Giuseppe Patroni Griffi, prende parte al lavoro di Raffaele Viviani in Napoli notte e giorno.
Nel 1975, sempre con Patroni Griffi, recita al fianco di Massimo Ranieri al Festival dei Due Mondi a Spoleto in Napoli chi resta e chi parte.
Ha diretto come regista varie opere rilevanti tra le quali "Anna Fougez - Il mondo parla, io resto" con Adriana Palmisano; l'ultima, "Solstizio d'estate".
Va inoltre ricordata la sua partecipazione come attore nel ruolo di Macrobio nel film di Roberto Rossellini Agostino di Ippona.
Nella seconda metà degli anni '70 costituisce la Compagnia degli Esauriti, con la quale allestisce e mette in scena nei teatri off di Roma una rappresentazione en travesti de "La signora delle camelie, ovvero La vera storia di Alfonsina Duplessì", rivisitazione in chiave tragicomica liberamente tratta dall'omonimo libro di Alexandre Dumas figlio.
Nel 2002 partecipa come attore al cortometraggio Passeggiata in paradiso di Stefania Galegati.
Nel 2005 ha diretto il lavoro teatrale di Giovanni Morgioni "Epistolario sulla strada per Arles".
Nel febbraio 2006 raccoglie in piazza della Vittoria firme di solidarietà a favore del sindaco di Taranto Rossana Di Bello.